# Guillaume Bieganski
Guillaume Bieganski (Carvin, 3 novembre 1932 – Lunel, 8 ottobre 2016) è stato un calciatore francese, di ruolo difensore.

## Carriera
Con il Lille vinse il campionato francese nel 1954 e la Coppa di Francia nel 1953 e nel 1955.

## Palmarès

### Club

#### Competizioni nazionali
- Campionato francese: 1

Lille: 1953-1954
- Coppa di Francia: 2

Lille: 1952-1953, 1954-1955